# 南豊島郡

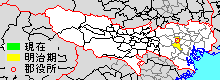
東京府南豊島郡の範囲

南豊島郡（みなみとしまぐん）は、東京府にあった郡。

## 郡域
消滅時の郡域は、概ね渋谷区および新宿区の一部（旧淀橋区の区域である戸塚町、西早稲田、戸山、大久保、歌舞伎町、西新宿以西および新宿の一部）にあたる。

## 歴史

### 郡発足までの沿革
- 「旧高旧領取調帳」に記載されている明治初年時点での、豊島郡のうち後の当郡域および隣接する区域の支配は以下の通り。幕府領は代官・松村忠四郎（長為）支配所が管轄した。●は村内に寺社領が存在。×は町地（町奉行支配地）と代官支配地の両方が存在。全域が町地である内藤新宿各町は掲載されていない。（14町27村）[1]

| 知行   | 知行                               | 村数      | 村名 |
| ------ | ---------------------------------- | --------- | --- |
| 幕府領 | 幕府領                             | 11町 14村 | ×芝町（芝各町の代官支配分か）、×金杉町（芝金杉各町の代官支配分か）、×麻布町（麻布各町の代官支配分か）、下豊沢村、下渋谷村野崎組（下渋谷村のうち）、下渋谷村本組（同前）、下渋谷村上知（同前）、原宿村、千駄ヶ谷村、×小石川金杉町、×麻布今井町（今井村とも。のちの麻布今井町とは別）、×麻布谷町、×麻布市兵衛町、×飯倉町（飯倉町在方分）、×麻布桜田町（飛地）、×渋谷宮益町、×竜土町、●大久保新田（戸塚村のうち）、上渋谷村上知（上渋谷村のうち）、●代々木村、●角筈村、大久保砂利取場跡新田（東大久保砂利取場跡新田）、上落合村、上豊沢村、中豊沢村 |
| 幕府領 | 旗本領                             | 4村       | ●下渋谷村、中渋谷村、●下落合村、葛ヶ谷村 |
| 幕府領 | 幕府領、旗本領                     | 1村       | 幡ヶ谷村 |
| 幕府領 | 幕府領、旗本領、伊賀者給地         | 1村       | ●上渋谷村 |
| 幕府領 | 幕府領、伊賀者給地                 | 1村       | 穏田村 |
| 幕府領 | 幕府領、明屋敷番伊賀者給地         | 1村       | 原宿村伊賀者上知（原宿村のうち） |
| 幕府領 | 幕府領、旗本領、鉄砲玉薬組同心給地 | 1村       | 戸塚村 |
| 幕府領 | 幕府領、鉄砲玉薬組同心給地         | 1村       | 諏訪村 |
| 幕府領 | 鉄砲玉薬組同心給地                 | 2村       | 東大久保村、●西大久保村 |
| 幕府領 | 鉄砲玉薬組恩給地                   | 1村       | 源兵衛村 |
| その他 | 寺社領                             | 4町 6村   | 千駄ヶ谷町、千駄ヶ谷八幡町（詳細不明）、×麻布本村、×神田橋御門外三河町続（三河町の寺社領分か）、柏木村、×牛込破損町、牛込村、早稲田村、中里村、下戸塚村 |

- 慶応4年
  - 6月19日（1868年8月7日） - 府藩県三治制の施行により忍藩士の山田政則が武蔵知県事に就任。下戸塚村を管轄。
  - 6月29日（1868年8月17日） - 旧幕府代官の松村長為が武蔵知県事に就任。下戸塚村を除く後の当郡域を管轄。
  - 8月 - 松村長為知県事が古賀定雄（一平）に交代。
- 明治元年
  - 11月5日（1868年12月18日） - 町地および隣接する区域（おおむね後の芝区、麻布区、牛込区域）が東京府（第1次）に編入。
  - 以上の再編により、後の当郡域および隣接する区域が下表の管轄となる（村名は幕末時点のもの）。

| 知行       | 知行               | 村数      | 村名 |
| ---------- | ------------------ | --------- | --- |
| 政府管轄地 | 東京府             | 15町 15村 | 芝町、金杉町、麻布町、下豊沢村、下渋谷村野崎組、下渋谷村本組、下渋谷村上知、下渋谷村、千駄ヶ谷村、小石川金杉町、麻布今井町、麻布谷町、麻布市兵衛町、飯倉町、麻布桜田町、渋谷宮益町、竜土町、神田橋御門外三河町続、中渋谷村、原宿村、戸塚村、大久保新田、千駄ヶ谷町、千駄ヶ谷八幡町、麻布本村、牛込破損町、牛込村、早稲田村、中里村 |
| 政府管轄地 | 武蔵知県事（古賀） | 18村      | 原宿村伊賀者上知、源兵衛村、上渋谷村、上渋谷村上知、代々木村、角筈村、幡ヶ谷村、大久保砂利取場跡新田（東大久保砂利取場跡新田）、諏訪村、上落合村、東大久保村、西大久保村、下落合村、葛ヶ谷村、穏田村、上豊沢村、中豊沢村、柏木村                                                                                                   |

- 明治初年 - 竜土町が麻布竜土町・麻布材木町・麻布六本木町・三田古川町に分割。（17町27村）
- 明治2年（25町27村）
  - 1月 - 山田政則知県事が宮原忠英に交代。
  - 1月13日（1869年2月23日） - 古賀、宮原両知県事の管轄区域にそれぞれ品川県、大宮県（県庁は東京府馬喰町）を設置。
  - 9月29日（1869年11月2日） - 県庁が浦和に置かれ、大宮県が浦和県に改称。
  - 小石川金杉町が小石川水道町に、麻布桜田町飛地が麻布笄町にそれぞれ改称。
  - 内藤新宿のうち、内藤新宿下町が内藤新宿一丁目に、内藤新宿仲町が内藤新宿二丁目に、内藤新宿上町が内藤新宿三丁目にそれぞれ改称。
  - 四谷の一部より内藤新宿北町・内藤新宿南町・内藤新宿番衆町が、内藤新宿の一部より内藤新宿北裏町・内藤新宿添地町がそれぞれ起立。
- 明治4年
  - 11月14日（1871年12月25日） - 東京府（第2次）が発足。品川県、浦和県（下戸塚村のみ）の当郡に属する区域を管轄。
  - 11月28日（1872年1月8日） - 大区小区制を施行。
- 明治5年（27町26村）

  - 千駄ヶ谷町の一部より千駄ヶ谷西信濃町・千駄ヶ谷甲賀町・千駄ヶ谷一丁目・千駄ヶ谷二丁目・千駄ヶ谷三丁目・千駄ヶ谷仲町一丁目・千駄ヶ谷仲町二丁目が分立（千駄ヶ谷町1町として数える）。
  - 麻布今井町が赤坂檜町、赤坂新坂町として分立。
- 1873年（明治6年） - 東大久保砂利取場跡新田が東大久保村に編入。（27町25村）
- 1874年（明治7年）（29町24村）
  - 2月18日 - 中豊沢村が中渋谷村に編入。
  - 東大久保村の一部より東大久保町が、西大久保村の一部より大久保百人町がそれぞれ起立。

### 郡発足以降の沿革
- 1878年（明治11年）

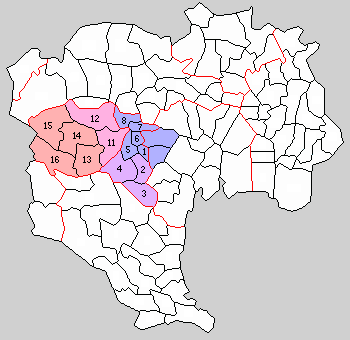
1.内藤新宿町 2.千駄ヶ谷村 3.渋谷村 4.代々幡村 5.淀橋町 6.大久保村 7.戸塚村 8.落合村（青：新宿区 紫：渋谷区 11 - 16は東多摩郡）

  - 11月2日 - 郡区町村編制法の東京府での施行により、豊島郡のうち12町25村の区域をもって南豊島郡が発足。郡役所を内藤新宿二丁目に設置。また、東京15区の設置により、以下の区域が各区に編入。
    - 神田区 ← 三河町
    - 芝区 ← 芝町、金杉町
    - 麻布区 ← 麻布町、麻布本村、麻布谷町、麻布市兵衛町、飯倉町、麻布笄町、麻布竜土町、麻布材木町、麻布六本木町、三田古川町
    - 赤坂区 ← 赤坂檜町、赤坂新坂町、渋谷宮益町
    - 四谷区 ← 千駄ヶ谷西信濃町、千駄ヶ谷甲賀町、千駄ヶ谷一丁目、千駄ヶ谷二丁目、千駄ヶ谷三丁目、千駄ヶ谷仲町一丁目、千駄ヶ谷仲町二丁目
    - 牛込区 ← 牛込破損町
    - 小石川区 ← 小石川水道町
- 1879年（明治12年）
  - 4月22日 - 上豊沢村、下豊沢村がそれぞれ上渋谷村、下渋谷村に編入。（12町23村）
  - 東大久保町が東大久保村に編入。（11町23村）
  - 中里村が早稲田村に編入。（11町22村）
  - 四谷区の一部（千駄ヶ谷西信濃町・千駄ヶ谷甲賀町・千駄ヶ谷一丁目・千駄ヶ谷二丁目・千駄ヶ谷三丁目・千駄ヶ谷仲町一丁目・千駄ヶ谷仲町二丁目）が千駄ヶ谷村に編入。（10町22村）
- 1880年（明治13年） - 下戸塚村の一部が牛込区に編入。（10町22村）
- 1885年（明治18年） - 牛込村が早稲田村に編入。（10町21村）
- 1889年（明治22年）5月1日
  - 市制施行により東京市が発足。以下の区域が編入。
    - 四谷区 ← 千駄ヶ谷村の一部（旧千駄ヶ谷7町の内、千駄ヶ谷二、三丁目及び千駄ヶ谷仲町一、二丁目を除く区域）
    - 牛込区 ← 早稲田村

  - 町村制施行により以下の町村が発足。（2町6村）
    - 内藤新宿町 ← 内藤新宿一丁目、内藤新宿二丁目、内藤新宿三丁目、内藤新宿北町、内藤新宿番衆町、内藤新宿北裏町、内藤新宿南町、内藤新宿添地町［大部分］（現新宿区）
    - 千駄ヶ谷村 ← 千駄ヶ谷村［大部分］、穏田村、原宿村［大部分］（現渋谷区）
    - 渋谷村 ← 上渋谷村、中渋谷村、下渋谷村［大部分］、麻布区の一部［渋谷下広尾町、渋谷広尾町、渋谷神原町および麻布広尾町、渋谷上広尾町の各一部）、赤坂区の一部（青山南町七丁目、青山北町七丁目、渋谷宮益町］（現渋谷区）
    - 代々幡村 ← 幡ヶ谷村、代々木村（現渋谷区）
    - 淀橋町 ← 柏木村、角筈村、内藤新宿添地町［飛地］（現新宿区）
    - 大久保村 ← 東大久保村、西大久保村［大部分］、大久保百人町、諏訪村［飛地］（現新宿区）
    - 戸塚村 ← 戸塚村、下戸塚村、源兵衛村、諏訪村［大部分］、西大久保村［飛地］、北豊島郡高田村［飛地］（現新宿区）
    - 落合村 ← 上落合村、下落合村［大部分］、葛ヶ谷村（現新宿区）
    - 下渋谷村の一部は麻布区へ編入。
    - 下落合村の一部が高田村へ、飛地が北豊島郡長崎村へそれぞれ編入。
    - 原宿村の飛地の内北半分が赤坂区へ、南半分が麻布区へ分割編入。
- 1891年（明治24年）3月18日 - 内藤新宿町の一部（大字内藤新宿一丁目の一部及び大字添地町の一部）を東京市四谷区に編入。
- 1896年（明治29年）4月1日 - 南豊島郡・東多摩郡の区域をもって豊多摩郡が発足。同日南豊島郡廃止。

## 行政
歴代郡長
| 代 | 氏名     | 就任年月日                | 退任年月日                | 備考                                        |
| -- | -------- | ------------------------- | ------------------------- | ------------------------------------------- |
| 1  | 本橋寛成 | 明治11年（1878年）11月2日 | 明治14年（1881年）4月26日 | 前第8大区長                                 |
| 2  | 梅田義信 | 明治14年（1881年）4月26日 | 明治16年（1883年）7月11日 | 前・東多摩郡長 この代より、東多摩郡との連合 |
| 3  | 江連堯則 | 明治16年（1883年）7月11日 | 明治19年（1886年）8月25日 |                                             |
| 4  | 益田包義 | 明治19年（1886年）8月25日 | 明治23年（1890年）11月7日 |                                             |
| 5  | 藤井一虎 | 明治23年（1890年）11月7日 | 明治29年（1896年）4月1日  | 東多摩郡との合併により南豊島郡廃止          |

### 郡役所
はじめ内藤新宿二丁目にあり、1889年12月に淀橋町大字柏木291に移転。